# Sto bene così
Sto bene così è un singolo del rapper italiano Rocco Hunt, pubblicato come secondo estratto della riedizione dell'album in studio SignorHunt. Il brano è presente nel soundtrack del videogioco calcistico FIFA 17.

## Descrizione
In varie interviste lo stesso Rocco Hunt ha descritto il brano defininendolo come «un inno alle bellezze dell'Italia, che malgrado tutti i suoi problemi resta un paese stupendo».

## Video musicale
Il video è stato reso disponibile il 16 maggio 2016 attraverso il canale YouTube del rapper.

## Tracce
1. Sto bene così – 3:16